# Philip Rosenberg
Philip Rosenberg (Brooklyn, 15 de janeiro de 1935) é um diretor de arte estadunidense. Venceu o Oscar de melhor direção de arte na edição de 1980 por All That Jazz, ao lado de Tony Walton, Edward Stewart e Gary J. Brink.